# Bahnstrecke Staines–Windsor
| Bahnhof Windsor & Eton Riverside |                      |                                                  |                                                  |
| Streckenverlauf |                      |                                                  |                                                  |
| Spurweite: | 1435 mm (Normalspur) |                                                  |                                                  |
| Stromsystem: | 750 =                |                                                  |                                                  |
| Streckengeschwindigkeit: | 20 km/h              |                                                  |                                                  |
| |                      |                                                  |                                                  |
| \| \| \| Bahnstrecke Waterloo–Reading von London Waterloo \| \| \| \| 6m 46ch \| Staines \| Staines \| \| \| \| Staines East Junction \| \| \| \| \| Bahnstrecke Waterloo–Reading nach Reading \| \| \| \| \| Staines High Street Junction \| \| \| \| \| Staines High Street (1. Juli 1884–30. Jan. 1916)[1] \| \| \| \| \| River Colne \| \| \| \| \| Staines West (1885–29. März 1965) \| \| \| \| \| Staines West Junction \| \| \| \| \| Ölterminal (1964–1991) \| \| \| \| \| A30 \| \| \| \| \| Staines & West Drayton Railway nach West Drayton \| \| \| \| \| Staines & West Drayton Railway nach West Drayton \| \| \| \| \| Wraysbury River \| \| \| \| \| M25 \| \| \| \| \| Colne Brook \| \| \| \| 4m 08ch \| Wraysbury \| Wraysbury \| \| \| 3m 00ch \| Sunnymeads \| Sunnymeads \| \| \| 1m 65ch \| Datchet \| Datchet \| \| \| \| Black Potts Viaduct (Jubilee River) \| \| \| \| \| Black Potts Bridge (Themse) \| \| \| \| 0m 00ch \| Windsor & Eton Riverside \| Windsor & Eton Riverside \| \| \| \| \| \| \| Quellen: [2] \| \| \| \| |                      |                                                  |                                                  |
| Strecke |                      | Bahnstrecke Waterloo–Reading von London Waterloo | Bahnstrecke Waterloo–Reading von London Waterloo |
| Bahnhof | 6m 46ch              | Staines                                          | Staines                                          |
| Blockstelle |                      | Staines East Junction                            | Staines East Junction                            |
| Abzweig geradeaus, nach links und ehemals von links |                      | Bahnstrecke Waterloo–Reading nach Reading        | Bahnstrecke Waterloo–Reading nach Reading        |
| ehemalige Blockstelle |                      | Staines High Street Junction                     | Staines High Street Junction                     |
| ehemaliger Haltepunkt / Haltestelle |                      | Staines High Street (1. Juli 1884–30. Jan. 1916) | Staines High Street (1. Juli 1884–30. Jan. 1916) |
| Brücke über Wasserlauf |                      | River Colne                                      | River Colne                                      |
| Strecke · Kopfbahnhof Streckenanfang (Strecke außer Betrieb) |                      | Staines West (1885–29. März 1965)                | Staines West (1885–29. März 1965)                |
| Abzweig geradeaus und ehemals nach links · Abzweig geradeaus und von rechts (Strecke außer Betrieb) |                      | Staines West Junction                            | Staines West Junction                            |
| Strecke · Abzweig geradeaus und von rechts (Strecke außer Betrieb) |                      | Ölterminal (1964–1991)                           | Ölterminal (1964–1991)                           |
| Strecke mit Straßenbrücke · Strecke mit Straßenbrücke (Strecke außer Betrieb) |                      | A30                                              | A30                                              |
| Abzweig geradeaus und ehemals nach rechts · Strecke (außer Betrieb) |                      | Staines & West Drayton Railway nach West Drayton | Staines & West Drayton Railway nach West Drayton |
| Kreuzung geradeaus unten (Querstrecke außer Betrieb) · Strecke nach rechts (außer Betrieb) |                      | Staines & West Drayton Railway nach West Drayton | Staines & West Drayton Railway nach West Drayton |
| Brücke über Wasserlauf |                      | Wraysbury River                                  | Wraysbury River                                  |
| Strecke mit Straßenbrücke |                      | M25                                              | M25                                              |
| Brücke über Wasserlauf |                      | Colne Brook                                      | Colne Brook                                      |
| Haltepunkt / Haltestelle | 4m 08ch              | Wraysbury                                        | Wraysbury                                        |
| Haltepunkt / Haltestelle | 3m 00ch              | Sunnymeads                                       | Sunnymeads                                       |
| Haltepunkt / Haltestelle | 1m 65ch              | Datchet                                          | Datchet                                          |
| Brücke über Wasserlauf |                      | Black Potts Viaduct (Jubilee River)              | Black Potts Viaduct (Jubilee River)              |
| Brücke über Wasserlauf |                      | Black Potts Bridge (Themse)                      | Black Potts Bridge (Themse)                      |
| Kopfbahnhof Streckenende | 0m 00ch              | Windsor & Eton Riverside                         | Windsor & Eton Riverside                         |
| |                      |                                                  |                                                  |
| Quellen: |                      |                                                  |                                                  |

Die Bahnstrecke Staines–Windsor ist eine Vorortbahnstrecke in England, die von der Bahnstrecke Waterloo–Reading in Staines-upon-Thames in Surrey abzweigt und nach Windsor in Berkshire führt. Der Personenverkehr auf der Strecke wird von der South Western Railway betrieben.

## Geschichte
Die Strecke von Richmond über Staines nach Datchet wurde am 22. August 1848 von der Windsor, Staines and South Western Railway unter der Regie der London and South Western Railway (L&SWR) eröffnet. Sie erreichte Windsor am 1. Dezember 1849. Die Strecke wurde 1930 mit 660 V Gleichspannung (inzwischen auf 750 V erhöht) mit einer dritten Stromschiene nach dem System der Southern Railway elektrifiziert, der elektrische Betrieb wurde am 6. Juli 1930 aufgenommen.
In den späten 1890er Jahren wurde eine eingleisige Nebenstrecke über Staines Moor gebaut, um eine Pumpstation des Metropolitan Water Board mit Treibstoff zu versorgen. Die Nutzung der Strecke wurde 1955 eingestellt und die Strecke wurde abgebaut.

## Bahnhof und Anschluss Staines West
Der am 2. November 1885 eröffnete Bahnhof hieß ursprünglich „Staines“, obwohl die London and South Western Railway (L&SWR) bereits einen Bahnhof „Staines“ auf der gegenüberliegenden Seite des Stadtzentrums besaß. Die L&SWR hatte den Zugang zu ihrem Bahnhof verweigert, weil die Staines & West Drayton Railway (SWDR) von der konkurrierenden Great Western Railway (GWR) betrieben wurde. Die L&SWR betrachtete die SWDR als Konkurrenz.
Daher musste die Zufahrt auf anderen Wegen erfolgen, die sich im Laufe der Jahre änderten. Der früheste Weg führte über die Abstellgleise der Staines Linoleum Company und hätte den Einsatz von Drehscheiben oder Umkehrvorrichtungen erforderlich gemacht, um Wagen zwischen den Strecken umzusetzen. Im Zweiten Weltkrieg wurde südlich von Yeoveney ein eingleisiges Anschlussgleis verlegt, das zur Staines–Windsor line führte. Dieses Gleis war als Umleitungsstrecke für den Fall, dass Strecken quer durch London durch Bombenangriffe blockiert werden sollten, geplant. Diese Verbindung bestand vom 23. Juni 1940 bis zum 16. Dezember 1947, wurde jedoch kaum genutzt.
Am 26. September 1949 benannte British Railways den Bahnhof in „Staines West“ um. Im Jahr 1964 verkehrten werktags 14 Züge. Am 29. März 1965 stellten die BR den Personenverkehr ein und schlossen den Bahnhof.
Danach wurde der Güterbahnhof abgerissen und an seiner Stelle 1964 ein an die Schiene angebundenes Öllager errichtet. 1981 wurde die Strecke nördlich des Bahnhofs durch den Bau der Autobahn M25 unterbrochen, sodass eine neue Verbindung verlegt wurde, um das Öldepot, das zehn Jahre später geschlossen wurde, zu bedienen.

## Betrieb
Es verkehren täglich zwei Züge pro Stunde in jede Richtung direkt nach London Waterloo, außer am frühen Sonntagmorgen, wo nur ein Zug stündlich verkehrt. Von Windsor nach London Waterloo dauert die Fahrt etwa 55 Minuten, etwa 20 Minuten länger als die schnellste Fahrt nach London Paddington vom anderen Bahnhof der Stadt, Windsor & Eton Central.
An Sonntagen werden die Halte Wraysbury und Sunnymeads nicht durch jeden Zug bedient.

## Fahrzeuge
Die Zugfahrten werden von den Triebzugbaureihen Klasse 458/5 oder Klasse 450 durchgeführt, gelegentlich kommen Züge der Klasse 455 zum Einsatz. Die Züge verkehren mit 8 oder 10 Wagen, manchmal nur mit 4 Wagen.
Die Bahnsteige in Sunnymeads und Datchet sind für die langen Züge zu kurz. An diesen Bahnhöfen wird durch selektive Türöffnung verhindert, dass Fahrgäste aus den hintersten Wagen aussteigen.

## Planungen
Ein Vorschlag aus dem Jahr 2008 sah vor, mit dem AirTrack-Programm eine neue Verbindung nach Heathrow herzustellen, einschließlich eines Bahnhofs in der Nähe des ehemaligen Bahnhofs Staines High Street. Diese Planungen wurden aufgegeben.